# Reliable Replacement Warhead
Der Reliable Replacement Warhead (RRW) ist ein seit 2004 in der Entwicklung befindlicher US-amerikanischer Atomwaffensprengkopf. Sein Hauptbestandteil ist Plutonium. Entgegen den bisherigen Prioritäten ist der RRW auf Sicherheit und Zuverlässigkeit ausgelegt. Bisher mussten Atomsprengköpfe möglichst leicht und zielgenau sein.
Am 2. März 2007 hat die National Nuclear Security Administration (NNSA) die Entwicklung des RRW auf Basis des 1991 eingestellten W89-Programmes beschlossen. Federführend für die Entwicklung ist das Lawrence Livermore National Laboratory. Damit ist die erste Phase des RRW-Projektes abgeschlossen, in der verschiedene Designs und Optionen, unter anderem auch ein Entwurf des Los Alamos Laboratory und eine Hybridlösung zwischen den Livermore- und Los Alamos-Entwürfen, evaluiert worden waren. Der RRW soll zunächst die in Trident II verwendeten W76-Sprengköpfe ersetzen. Ein Einsatz in Interkontinentalraketen der US Air Force ist ebenfalls möglich.
Der W76 wird als unzuverlässig und potenziell gefährlich kritisiert.

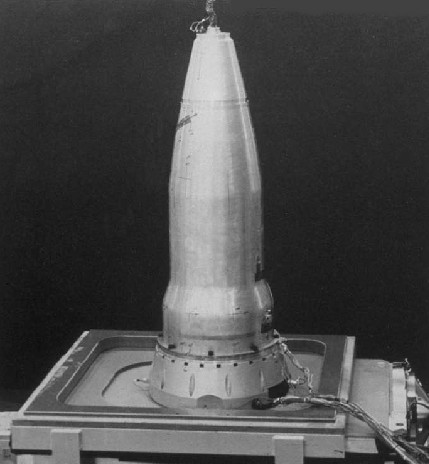
Der W89-Sprengkopf

Die Entscheidung für eine Weiterentwicklung des W89 wurde insbesondere aufgrund der Tatsache getroffen, dass dieser Sprengkopf bereits in unterirdischen Tests geprüft wurde und so weitere Atomtests vermieden werden sollen. Der W89 wurde vornehmlich in Hinblick auf Sicherheit beim Umgang und bei Unfällen entwickelt. Der Zündmechanismus wurde im Vergleich zum Vorgängermodell W88 sicherer gemacht und der verwendete hochexplosive Sprengstoff wurde unter anderem hinsichtlich seiner Feuersicherheit verbessert. Ziel der Entwicklung ist es Fehlzündungen der Sprengköpfe zu vermeiden. Speziell ältere Plutoniumsprengköpfe altern nach Angaben der NNSA und werden dadurch unsicher. Kritiker, insbesondere die Arms Control Association, halten die Tatsache, dass Atomsprengköpfe für eine Lebensdauer von ca. 100 Jahren konstruiert wurden und die ältesten Sprengköpfe in den Beständen ca. 50 Jahre alt seien, dagegen.
Die Kosten des Programms sollen durch die Wiederverwendung des Plutoniums aus alten Sprengköpfen und durch eine weitestgehend automatisierte Produktion gesenkt werden. Das verwendete Plutonium soll allerdings nicht älter als 45 Jahre sein. Die Verwendung sicherer und haltbarer Atomsprengköpfe würde die immensen Kosten für die Unterhaltung des Lagerbestandes an Atomwaffen spürbar senken. Zurzeit wird für die Instandhaltung der vorhandenen Atomwaffen durch die USA pro Jahr ein einstelliger Milliarden-Dollar-Betrag aufgewendet.
Technische Daten zum Sprengkopf sind nicht bekannt, werden sich aber an denen des W89 orientieren. Die Sprengkraft des W89 sollte ca. 425 Kilotonnen TNT entsprechen, die des W76 beträgt 100 Kilotonnen.
Kritiker befürchten, dass diese erste Atomwaffenneuentwicklung seit 1989 einen neuen Rüstungswettlauf einläuten werde. Die Indienststellung der ersten Sprengköpfe war für das Jahr 2012 geplant.
Der US-Präsident Barack Obama stoppte das Vorhaben kurz nach seiner Amtsübernahme im Januar 2009.